# حيدر أباد (غرمسير أردستان)
حیدر أباد (بالإنجليزية: Heydarabad, Garmsir)‏ هي منطقة سكنية تقع في إيران في أصفهان. يقدر عدد سكانها بـ 276 نسمة .